# Giải của Viện phim Úc cho nam diễn viên chính xuất sắc nhất
Giải của Viện phim Úc cho nam diễn viên chính xuất sắc nhất là một giải thưởng hàng năm của Viện phim Úc dành cho nam diễn viên đóng vai chính trong một phim, được bầu chọn là xuất sắc nhất. Giải này được thành lập từ năm 1972.

## Các người đoạt giải
- 1972: Bruce Spence – (Stork)
- 1973: Robert McDarra – (27A)
- 1974/1975:
  - Jack Thompson – (Petersen)
  - Jack Thompson – (Sunday Too Far Away)
  - Martin Vaughn – (Billy and Percy)
- 1976: Simon Burke và Nick Tate – (The Devil's Playground)
- 1977: John Meillon – (The Fourth Wish)
- 1978: Bill Hunter – (Newsfront)
- 1979: Mel Gibson – (Tim)
- 1980: Jack Thompson – (Breaker Morant)
- 1981: Mel Gibson – (Gallipoli)
- 1982: Ray Barrett – (Goodbye Paradise)
- 1983: Norman Kaye – (Man of Flowers)
- 1984: John Hargreaves – (My First Wife)
- 1985: Chris Haywood – (A Street to Die)
- 1986: Colin Friels – (Malcolm)
- 1987: Leo McKern – (Travelling North)
- 1988: John Waters – (Boulevard of Broken Dreams)
- 1989: Sam Neill – (Evil Angels)
- 1990: Max von Sydow – (Father)
- 1991: Hugo Weaving – (Proof)
- 1992: Russell Crowe – (Romper Stomper)
- 1993: Harvey Keitel – (The Piano)
- 1994: Nicholas Hope – (Bad Boy Bubby)
- 1995: John Lynch – (Angel Baby)
- 1996: Geoffrey Rush – (Shine)
- 1997: Richard Roxburgh – (Doing Time for Patsy Cline)
- 1998: Hugo Weaving – (The Interview)
- 1999: Russell Dykstra – (Soft Fruit)
- 2000: Eric Bana – (Chopper)
- 2001: Anthony LaPaglia – (Lantana)
- 2002: David Gulpilil – (The Tracker)
- 2003: David Wenham – (Gettin' Square)
- 2004: Sam Worthington – (Somersault)
- 2005: Hugo Weaving – (Little Fish)
- 2006: Shane Jacobson – (Kenny)
- 2007: Eric Bana – (Romulus, My Father)
- 2008: William McInnes — (Unfinished Sky)